# Дом Пиковой дамы
Дом Пи́ковой да́мы (известен также как Дом камергера князя С. В. Гагарина, Дом княгини Н. П. Голицыной, Дом министра А. И. Чернышёва, «особняк бывший Балашова») — особняк в Санкт-Петербурге на Малой Морской улице, 10, где жила княгиня Н. П. Голицына (урождённая Чернышёва; 1741/1744—1837), ставшая прообразом графини в повести А. С. Пушкина «Пиковая дама».

## История

### XVIII век
По всем углам торчали фарфоровые пастушки, столовые часы работы славного Leroy, коробочки, рулетки, веера и разные дамские игрушки, изобретённые в конце минувшего столетия вместе с Монгольфьеровым шаром и Месмеровым магнетизмом. Германн пошёл за ширмы. За ними стояла маленькая железная кровать; справа находилась дверь, ведущая в кабинет; слева, другая — в коридор. Германн её отворил, увидел узкую, витую лестницу, которая вела в комнату бедной воспитанницы...
В 1730-х годах в Морской слободе на месте дома № 10 по Малой Морской улице располагался дом скрипача оркестра придворного театра и комика-буффа итальянской труппы неаполитанца Мира Пьетро Педрилло, впоследствии ставшего придворным шутом императрицы Анны Иоанновны и получившего имя Козьма Петров Педрилло. Дом неаполитанца сгорел во время пожаров 1736—1737 годов.
В 1738 году проектом «Комиссии о Санкт-Петербургском строении» были намечены новые линии застройки — согласно плану этот участок состоял из двух отдельных владений. В 1740-х годах в левой части участка был построен каменный двухэтажный «с мезонином в три окна» «дом камергера князя Гагарина». В 1760-х годах участок и дом перешли к Степану Степановичу Апраксину — сыну фельдмаршала и мужу Екатерины Владимировны Голицыной. Постепенно дом расширялся — к 1770-м в нём появились четырёхмаршевая лестница, боковой флигель, на присоединённом угловом соседнем участке был разбит регулярный сад.
В 1777 году владелицей дома стала сестра Апраксина Мария Степановна Талызина. Стараниями её мужа дом был капитально перестроен — фасад, выходящий на Малую Морскую, вытянулся на всю длину участка, со стороны Гороховой появились боковой флигель и каменная ограда с двумя воротами: парадными и служебными. Ограда разделяла внутренний двор на парадную и хозяйственную части. Добавился флигель и в юго-западном углу участка. Фасад дома Гагарина был повторён в западной части строения.
После смерти Талызина, в 1787 году дом был заложен вдовой. В 1790 году в нём поселились князья Голицыны — Владимир Борисович и Наталья Петровна, дочь которых Екатерина была женой бывшего владельца дома Степана Апраксина. Голицыны перебрались в Петербург из Франции после революции. В доме Голицыных давались обеды для высшего света, где бывали члены царской семьи, «изобретатель животного магнетизма» Фридрих Месмер, художница Мари Виже-Лебрён и другие известные личности.

### XIX век
C осени 1832 по май 1833 года по соседству с княгиней Голицыной на Большой Морской 26/14 жил А. С. Пушкин. Существует легенда, что поэту доводилось гостить в доме «Усатой княгини» (фр. Princesse moustache). После выхода «Пиковой дамы», 7 апреля 1834 года Пушкин записал в дневнике: 
Моя «Пиковая дама» в большой моде. Игроки понтируют на тройку, семёрку и туза. При дворе нашли сходство между старой графиней и кн. Натальей Петровной и, кажется, не сердятся…
По мнению исследователей, образ графини в повести собирательный, однако детали её биографии и дом позаимствованы у Натальи Петровны Голицыной. В городском фольклоре особняк на углу Малой Морской и Гороховой именуется «Домом Пиковой дамы», а пересечение улиц, где он находится — «Пиковым перекрёстком».
…Очутился он в одной из главных улиц Петербурга, перед домом старинной архитектуры. Улица была заставлена экипажами, кареты одна за другою катились к освещённому подъезду. Из карет поминутно вытягивались то стройная нога молодой красавицы, то гремучая ботфорта, то полосатый чулок и дипломатический башмак. Шубы и плащи мелькали мимо величавого швейцара. Германн остановился.

— Чей это дом? — спросил он у углового будочника.

— Графини ***, — отвечал будочник.
В петербургской мифологии у Пиковой дамы существует ещё один дом — бывший особняк княгини Юсуповой на Литейном проспекте, 42 — однако он был построен через 22 года после смерти Пушкина.
После смерти княгини, в 1838 году дом был выкуплен на средства казны для военного министра, которым в то время был граф А. И. Чернышёв. В 1839—1841 годах в нём проведена масштабная реконструкция по проекту А. А. Тона и его учеников Ф. И. Эппингера, Д. Б. Гейденрейха (2-го) и И. А. Резанцева: заново облицован фасад, увеличена высота помещений второго этажа, изменены внутренняя планировка и отделка. Изменение междуэтажного пространства отразилось на фасаде скульптурным поясом с рисунком на мотивы северного Ренессанса. Балкон был оснащён золочёной решёткой, на фронтоне появился царский герб. В 1852 году, после выхода Чернышёва в отставку, дом перешёл в его собственность по указу императора Николая I.
В течение XIX—XX веков перестройки дома продолжались — в 1852—1853 годах была пристроена парадная лестница со стороны двора, а вестибюль оформлен в стиле рококо (предположительно, по проекту работы Г. Э. Боссе), в 1864 году по проекту И. Треццини встроен каменный сарай, в середине 1870-х годов над частью дома надстроен четвёртый этаж, в 1910-м пристроена лестничная клетка к южному корпусу. После смерти Чернышёва в 1857 году владелицей особняка стала его вдова Елизавета Николаевна, в 1879-м он перешёл к их дочерям — Александре Александровне Лобановой-Ростовской и Марии Александровне Чернышёвой, которая владела им до 1917 года.

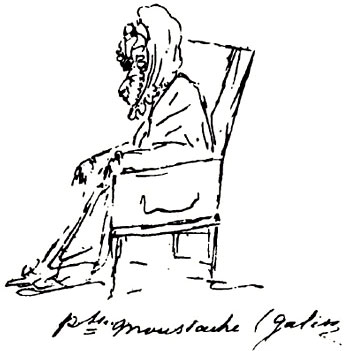
Усатая княгиня.
Рисунок А. С. Пушкина

### XX век
В 1902 году Малая Морская переименована в улицу Гоголя (в связи с 50-летием со дня смерти писателя, который жил на ней в 1833—1836 годах). В справочнике «Весь Петроград» на 1917 год владелицей участка № 10 значилась «фрейлина светлейшая княгиня Мария Александровна Чернышёва, проживавшая в своём особняке». Среди жильцов указан также член Государственного совета, обер-егермейстер Императорского двора, тайный советник Николай Петрович Балашов. После революции особняк был реквизирован, в нём разместились советские учреждения, в числе которых — Центральная комендатура, I-й совдеп 2-й Адмиралтейской комендатуры и Управление Уголовного розыска.
В 1918—1927 годах улица носила название Комиссаровской. Согласно архивным документам, хранящимся в Центральном государственном архиве Санкт-Петербурга, «особняк бывший Балашева» был арендован Управлением Российского общества Красного Креста (РОКК). 1 сентября 1923 года на третьем этаже особняка открылась Лечебница Красного Креста. Кроме неё, в здании помещались Управление, амбулатория, лаборатории, на втором этаже — аукционный зал и постоянная художественная выставка. В справочнике «Весь Ленинград» на 1926 год по указанному адресу значилась Лечебница комитета по оказанию помощи бедным евреям (ЛЕКОПО).
Выявленные историком М. И. Кунките в Центральном государственном архиве Санкт-Петербурга записи в домовых книгах 1917—1931 годов свидетельствуют о принадлежности дома в эти годы Жилтовариществу. С 1917-го до середины 1920-х годов большая часть обитателей квартир состояла на службе в Красном Кресте — дом населяли представители медперсонала, врачи, начальники санитарных управлений. К началу 1930-х социальный состав жильцов изменился — стал шире представлен рабоче-крестьянский элемент, кустари, безработные, появились сотрудники ОГПУ. Часть квартир перешла под нужды хоз- и санчасти данной организации, затем в доме открылась ведомственная поликлиника.
Производились соответствующие новым нуждам перепланировки, в результате которых была практически полностью уничтожена внутренняя художественная отделка. Здание было оснащено лифтами. Во время Великой Отечественной войны в доме графини находился госпиталь, непосредственно в её «опочивальне» была спальня для медицинского персонала. Во время одного из авианалётов восточное крыло здания было повреждено бомбой — не разорвавшись, она разрушила часть стен и перекрытие. При восстановлении здания ворота бывших каретных сараев были переделаны в окна, добавилась железобетонная лестница. В 1980-х годах, помимо поликлиники, в доме располагалось ленинградское отделение издательства «Машиностроение» Госкомиздата СССР. В 1990-х годах в бывших парадных залах были проведены реставрационные работы.
В 1993 году улице было возвращено историческое название — Малая Морская; дом Пиковой дамы включён в Единый государственный реестр объектов культурного наследия Российской Федерации регионального значения.

### XXI век

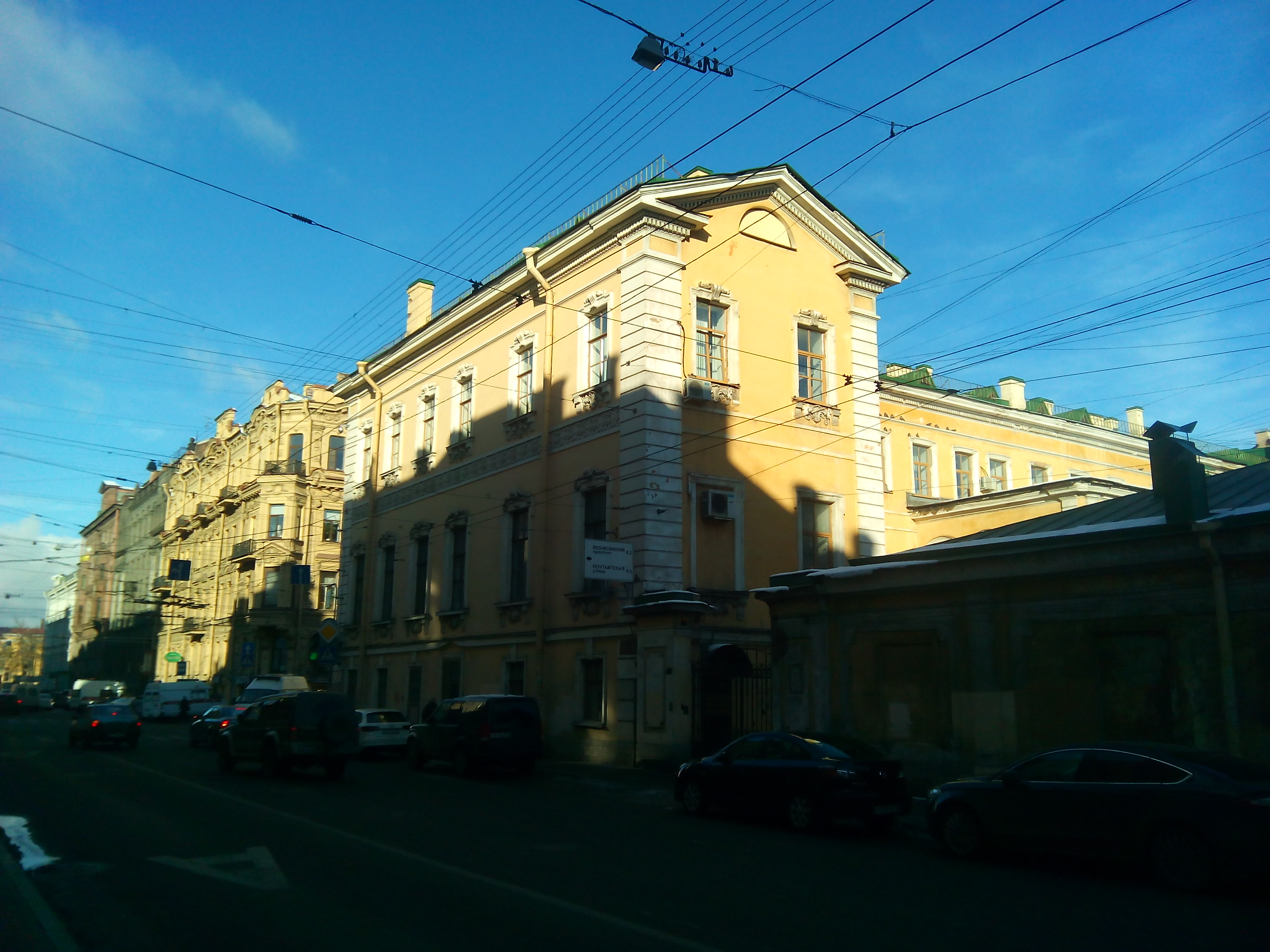
Малая Морская, 10. Фотографии 2016 года
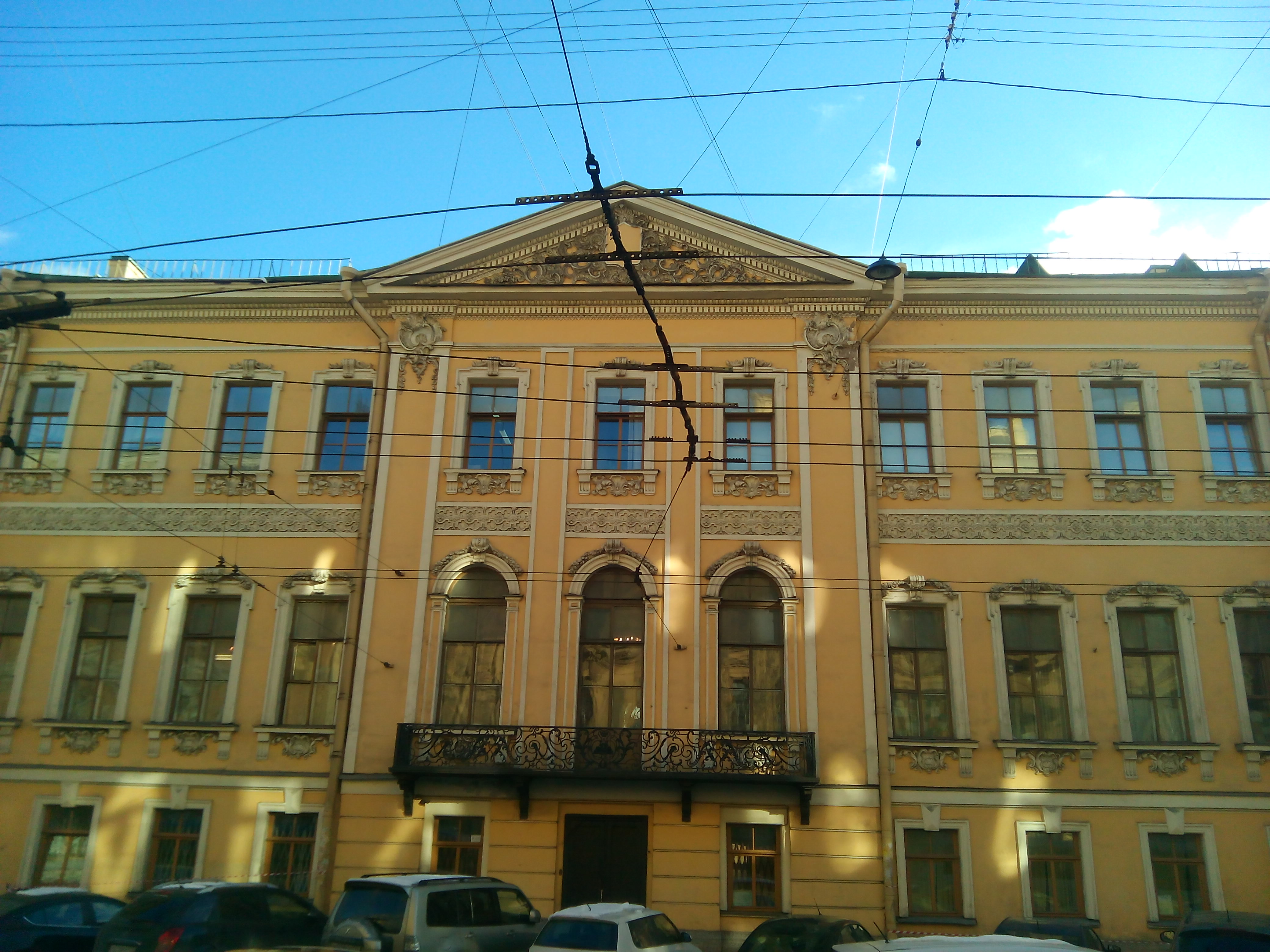
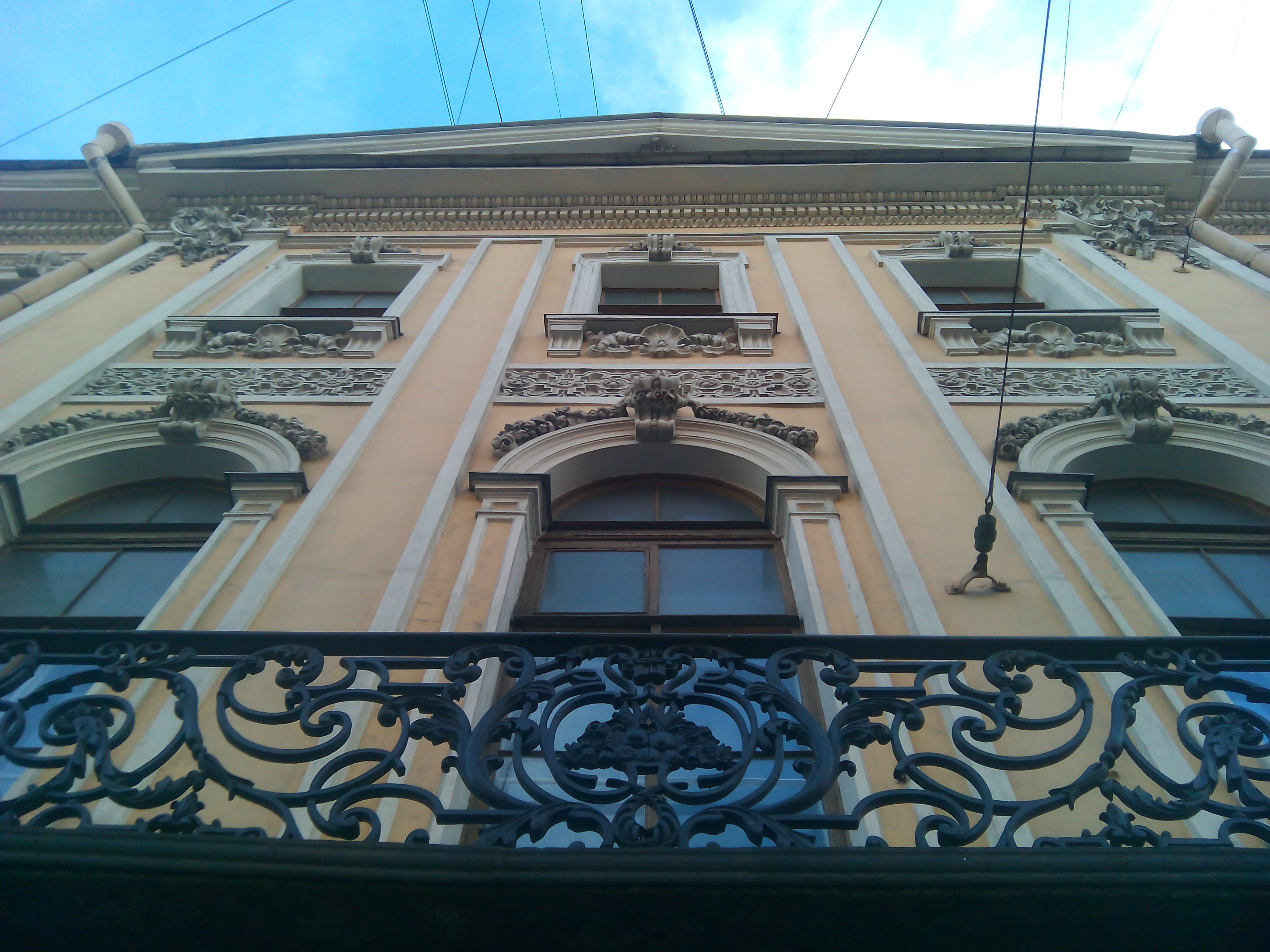
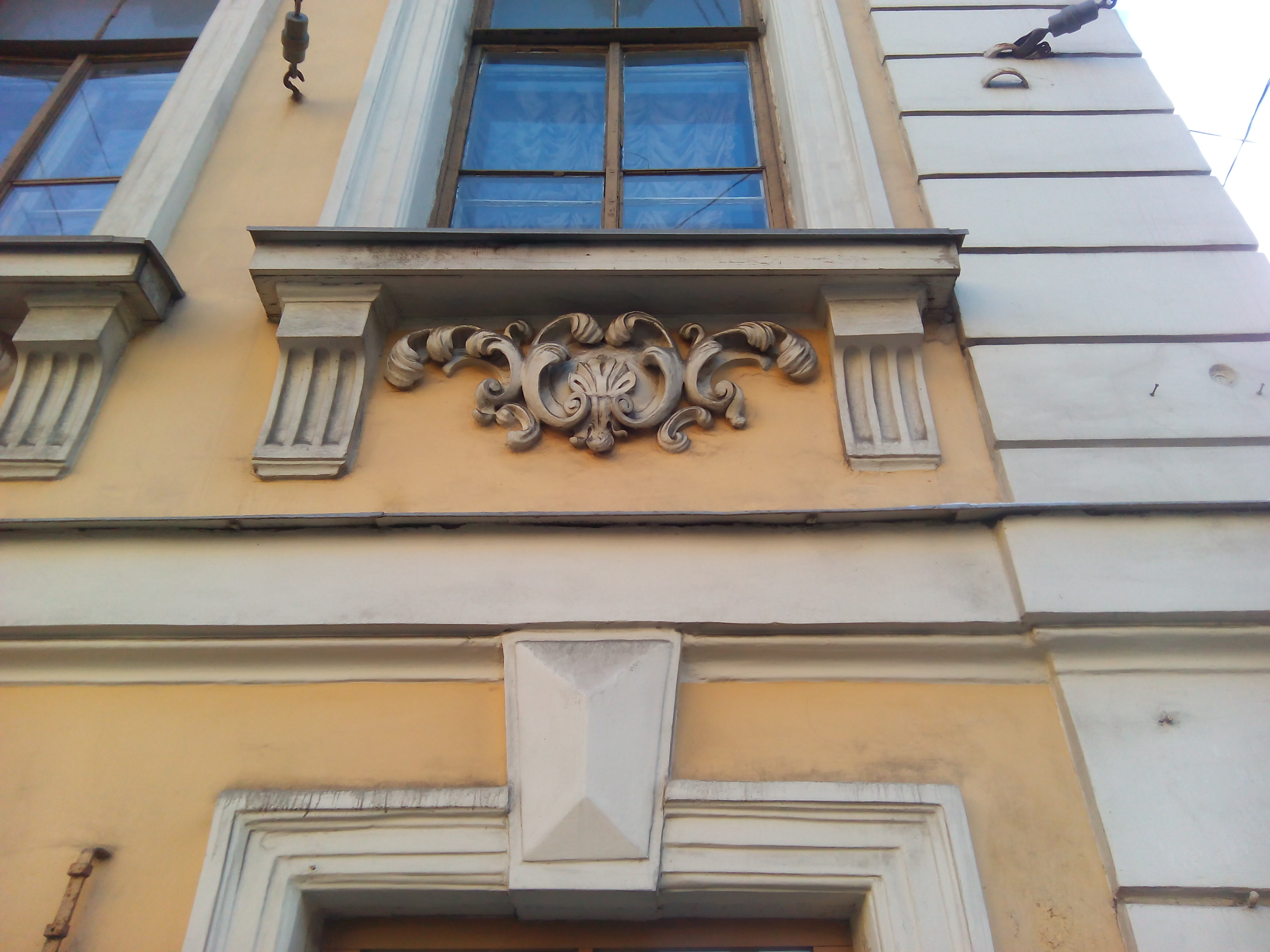

В начале XXI века в бывшем особняке располагается городская поликлиника № 1 MСЧ ГУВД Санкт-Петербурга. В доме частично сохранились интерьеры части парадной анфилады второго этажа, разгороженные под кабинеты, входные двери (с выбитыми филёнками), фрагменты лепнины в вестибюле, каминное зеркало с часами марки «Leroy Paris», винтовая лестница, по которой Германн покидал дом после свидания.